# Eugene Elliott Reed
Eugene Elliott Reed, född 23 april 1866 i Manchester, New Hampshire, död 15 december 1940 i Manchester, New Hampshire, var en amerikansk demokratisk politiker. Han representerade delstaten New Hampshires första distrikt i USA:s representanthus 1913-1915.
Reed gifte sig 1892 med Cora L. Fox. Han var borgmästare i Manchester 1903-1911.
Reed efterträdde 1913 Cyrus A. Sulloway som kongressledamot. Han ställde upp för omval efter en mandatperiod i representanthuset men besegrades av företrädaren Sulloway. Reed tjänstgjorde 1915-1916 i Philippine Commission som fungerade fram till 1916 som ett överhus i de ockuperade Filippinerna. Kommissionen hade dessutom begränsad verkställande makt och Reed hade ansvaret över handeln och polisväsendet. Han var sedan chef för järnvägarna i Manila och återvände 1918 till USA.
Demokraterna i New Hampshire nominerade Reed i senatsvalet 1918. Han besegrades av republikanen Henry W. Keyes. Reed var sedan verksam som affärsman i New York och i New Hampshire. Han arbetade som statstjänsteman under president Franklin D. Roosevelt.
Reed avled 1940 och gravsattes på Pine Grove Cemetery i Manchester, New Hampshire.